# Robert Elsie

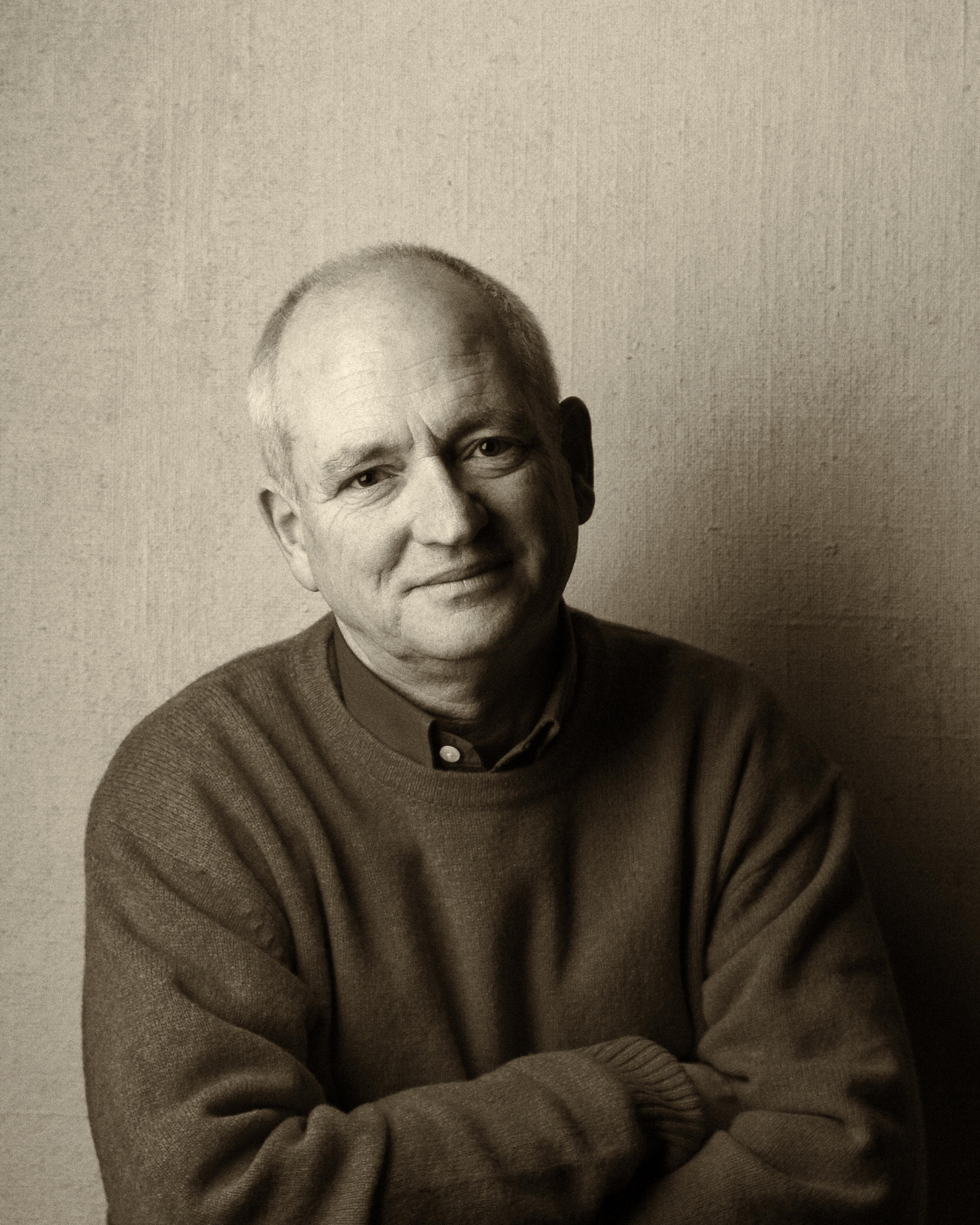
Robert Elsie (2010)

Robert Elsie (* 29. Juni 1950 in Vancouver, Kanada; † 2. Oktober 2017 in Berlin) war ein Albanologe.

## Leben und Karriere
Sein vierjähriges Grundstudium an der University of British Columbia (Fachbereich Altphilologie und Linguistik) schloss er im Jahre 1972 ab. In den darauffolgenden Jahren studierte er am Indogermanischen Seminar der Freien Universität Berlin, an der École pratique des hautes études und der Universität von Paris IV, am Dublin Institute for Advanced Studies in Irland sowie am Sprachwissenschaftlichen Institut der Universität Bonn, wo er im Jahre 1978 promovierte.

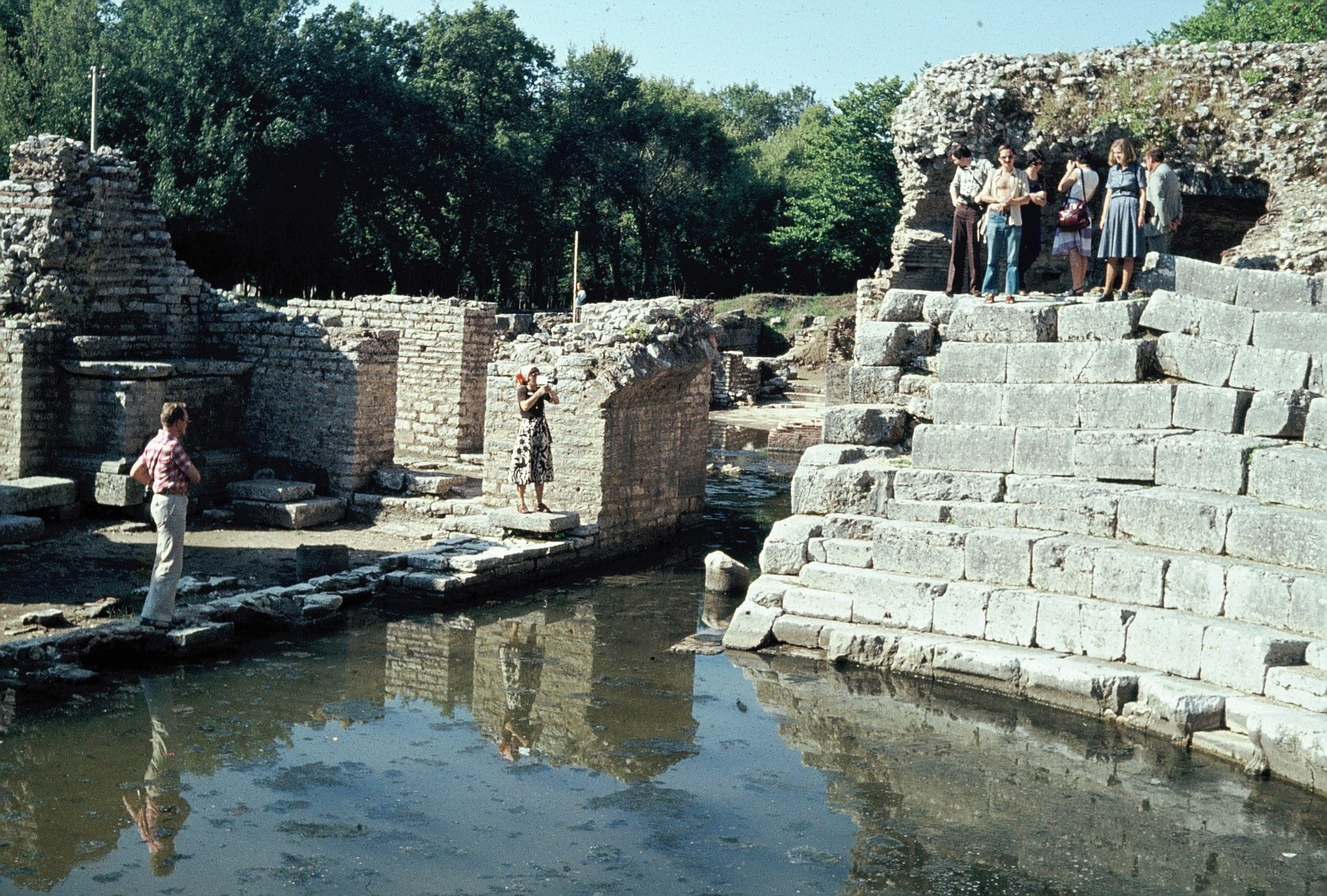
Robert Elsie (Zweiter von links in der Gruppe oben) während seiner ersten Albanienreise in Butrint

Ab 1978 besuchte er mehrmals Albanien im Rahmen der Wissenschaftlichen Begegnungen zwischen der Universität Bonn und der Albanischen Akademie der Wissenschaften. Er nahm auch mehrmals am Internationalen Seminar für albanische Sprache, Literatur und Kultur in Pristina teil.
In den Jahren von 1982 bis 1987 war er als Übersetzer und Dolmetscher beim Auswärtigen Amt in Bonn und von 2002 bis 2013 beim Internationalen Strafgericht für das ehemalige Jugoslawien in Den Haag angestellt. Nebenbei war er als freiberuflicher Konferenz-Dolmetscher für Albanisch und Englisch tätig. Robert Elsie ist Verfasser oder Herausgeber von rund 60 Büchern und zahlreicher Artikel, in erster Linie aus dem Bereich der Albanologie. Er betrieb zudem mehrere Websites, auf denen er Informationen und Quellenmaterial zur albanischen Kunst, Literatur, Sprache und Geschichte sowie alter Fotografie aus der Region anbot. Er sammelte unter anderem Aufnahmen von Textproben albanischer Dialekte aus Albanien, Süditalien, Griechenland, Kroatien, Bulgarien, der Türkei und der Ukraine. Als eines seiner wichtigsten Werke gilt die Übersetzung von Gjergj Fishtas Werk Lahuta e Malcís ins Englische.
2013 wurde er vom damaligen albanischen Präsidenten Bujar Nishani mit der Dankbarkeitsmedaille ausgezeichnet.

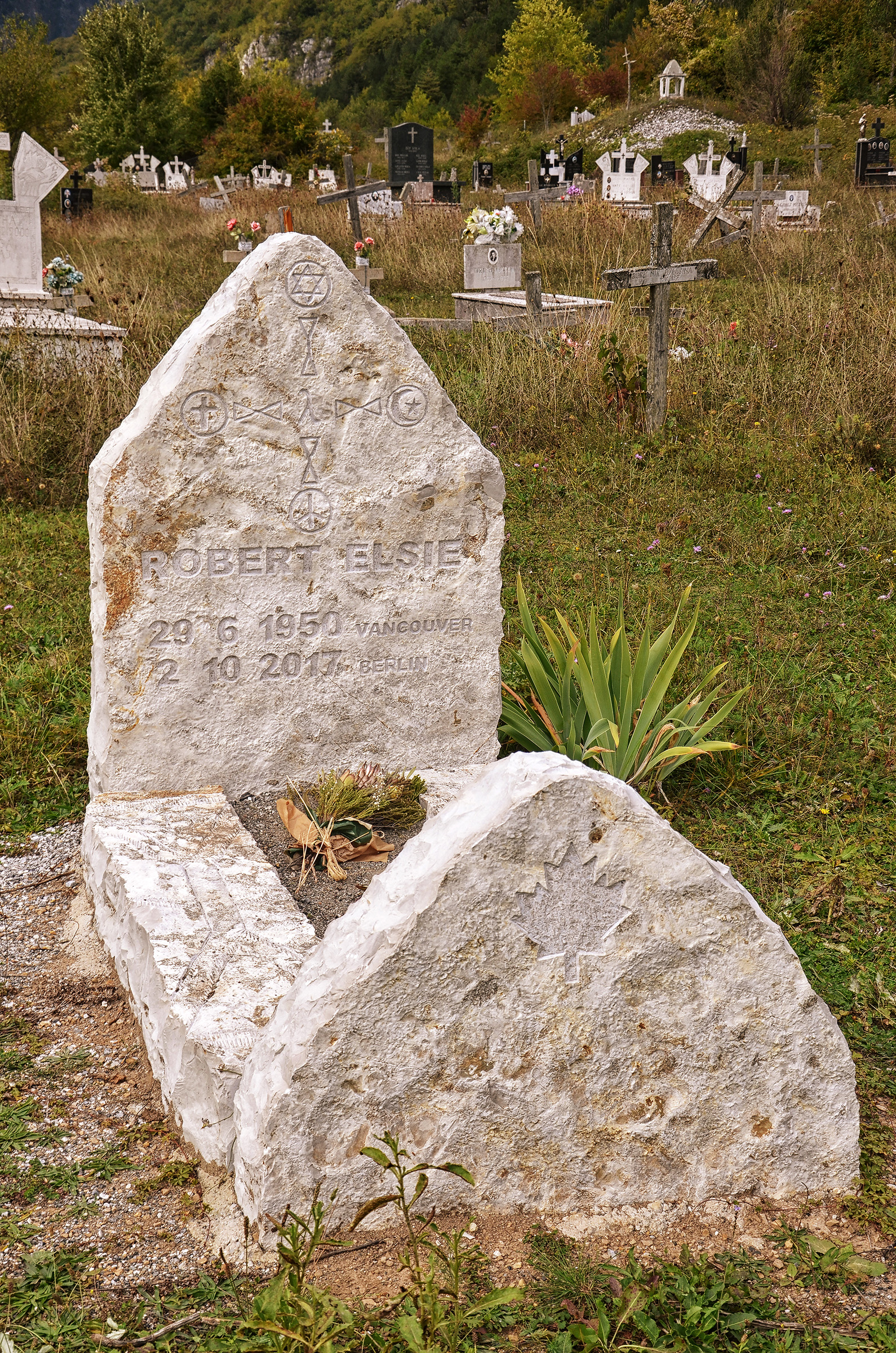
Grab in Theth

Robert Elsie starb am 2. Oktober 2017 im Alter von 67 Jahren in Berlin an MND. Zwei Wochen später wurde sein Sarg in der Nationalbibliothek in Tirana für Beileidsbekundungen aufgebahrt, wo auch eine Trauerfeier zu seinen Ehren stattfand. Dabei wurde er vom albanischen Präsidenten Ilir Meta und Akademikern gewürdigt. Robert Elsie wurde am 18. Oktober 2017 in Theth beerdigt.

«Do t’i jemi mirënjohës përjetë Robert Elsiet për gjithçka ka bërë me dashuri dhe pasion për promovimin e kombit tonë, të vlerave tona më të mira kulturore, historike, për zhvillimin e albanologjisë, për gjithçka.»

„Wir werden Robert Elsie immer dankbar sein für alles, was er mit Liebe und Leidenschaft getan hat zur Förderung unserer Nation, unserer besten kulturellen und historischen Werte, der Entwicklung der Albanologie und alles.“

## Veröffentlichungen
- Dialect relationships in Goidelic. A study in Celtic dialectology. 1986.
- Dictionary of Albanian Literature. 1986.
- Migjeni, Freie Verse. 1987
- Einem Adler gleich. Anthologie albanischer Lyrik vom 16. Jahrhundert bis zur Gegenwart. 1988.
- The Pied Poets. Contemporary verse of the Transylvanian and Danube Germans of Romania. 1990.
- An Anthology of Sorbian Poetry. 1990.
- Migjeni. Free verse. 1991.
- The earliest references to the existence of the Albanian language. In: Zeitschrift für Balkanologie. 27, Nr. 2, 1991, S. 101–105.
- Anthology of modern Albanian poetry. An Elusive eagle soars. 1993.
- Albanian folktales and legends. 1994.
- History of Albanian literature. 1995.
- Një fund dhe një fillim. 1995.
- Studies in modern Albanian literature and culture. 1996.
- Histori e letërsisë shqiptare. 1997.
- Kosovo. In the heart of the powder keg. 1997.
- Konstantinos Kavafis. 1997.
- Konstantinos Kavafis. 1999.
- Evliya Çelebi in Albania and adjacent regions (Kosovo, Montenegro, Ohrid). 2000
- A dictionary of Albanian religion, mythology and folk culture. 2001.
- Flora Brovina. Call me by my name. 2001.
- Histori e letërsisë shqiptare botimi dytë. 2001.
- Albanian folktales and legends. 2001.
- Migjeni (Millosh Gjergj Nikolla). Free Verse. 2001.
- Der Kanun. 2001
- Jean-Claude Faveyrial. Histoire de l’Albanie. 2001.
- Reisen in den Balkan. 2001.
- Handbuch zur albanischen Volkskultur. 2002.
- Gathering clouds: the roots of ethnic cleansing in Kosovo and Macedonia. 2002.
- Gjergj Fishta. The Highland Lute: the Albanian national epic. 2003
- Berit Backer. Behind stone walls. 2003.
- Eqrem Basha. Neither a wound nor a song. 2003
- Early Albania. 2003.
- Historical Dictionary of Albania. 2004. (2. Aufl. 2010)
- Songs of the Frontier Warriors: Këngë Kreshnikësh. Bolchazy-Carducci Publishers, 2004.
- Tales from old Shkodra, 2004
- Zhan Klod Faveirial. Historia (më e vjetër) e Shqipërisë. 2004.
- Historical Dictionary of Kosova. Scarecrow Press, 2. Aufl. 2011
- (Übersetzung): Visar Zhiti: The Condemned Apple. Selected Poetry. Green Integer, 2005.
- Albanian literature: a short history. I. B. Tauris, 2005.
- Gjergj Fishta. The Highland Lute (Lahuta e Malcís). 2005.
- Leksiku i kulturës popullore shqiptare. 2005.
- (Hrsg.): Balkan Beauty, Balkan Blood. Modern Albanian Short Stories. Northwestern University Press, 2006.
- Historical Dictionary of Kosovo. 2004. (2. Aufl. 2010)
- Leo Freundlich. Die Albanische Korrespondenz, Agenturmeldungen aus Krisenzeiten. Oldenbourg Verlag, 2013.
- Biographical Dictionary of Albanian History. I. B. Tauris, 2013.
- The Cham Albanians of Greece. A Documentary History. I. B. Tauris, 2013.
- The Balkans Wars. British Consular Reports from Macedonia in the Final Years of the Ottoman Empire. I. B. Tauris, 2013.